# Concordia en een Kwart Lot
Concordia en een Kwart Lot is een voormalige plantage aan de Saramacca in de kolonie Suriname. Er werd, deels achtereenvolgens, rietsuiker (1819), koffie (1828) en cacao (1856) verbouwd. Tot in de 20e eeuw wordt de grond vermeld als cacaoplantage.

## Locatie
De plantage was gelegen aan de Beneden-Saramacca, in het opvaren rechts. Het grensde stroomafwaarts aan de koffieplantage Caledonia. In 1828 was de plantage 250 Surinaamse akkers groot, ongeveer 107 hectare. Er werd op dat moment koffie verbouwd.

## Eigendomssituaties
(naar jaar)
- 1819: J. Wilson`
- 1824: W. Elder en Boedel W.A. Carstairs
- 1828: W. Elder
- 1863: de familie Elder en I.J.B. de Mesquita, S.B. de Mesquita en R.B. de Mesquita, weduwe van M. de la Parra, allen woonachtig te Paramaribo

## Emancipatie
Volgens de Almanak van 1856 bedroeg de slavenmacht op Concordia en een Kwart Lot in dat jaar 102 slaafgemaakten, waarvan 38 'ongeschikt tot werken'. 
Bij de afschaffing van de slavernij in Suriname in 1863 werden op de plantage 95 personen vrijgemaakt, waarbij 29 nieuwe familienamen werden geboekstaafd, te weten:
Bentes, Bluf, Boksteen, Bravo, Brits, Cidel, Cider, Concord, Dock, Elst, Elster, Garo, Gunstig, Hek, Herder, Klinker, Knop, Liet, Noodig, Rits, Ronsel, Rood, Sanpe, Tasch, Tempelier, Traan, Trouwer, Tuart en Welfare.
Op 12 april 1869 werd hypotheek gelegd op de plantage. De cacaogrond wordt in delen verkocht aan het begin van de 20e eeuw.